# سرگاچ
شهر سرگاچ (به روسی: Сергач) در کشور روسیه و در اوبلاست نیژنی نووگورود واقع شده‌است.